# Kleingebiet Szikszó
Das Kleingebiet Szikszó (ungarisch Szikszói kistérség) war bis Ende 2012 eine ungarische Verwaltungseinheit (LAU 1) innerhalb des Komitats Borsod-Abaúj-Zemplén. Im Zuge der Verwaltungsreform von 2013 gingen alle Gemeinden bis auf eine Ausnahme in den nachfolgenden Kreis Szikszó (ungarisch Szikszói járás) über. Die Gemeinde Felsődobsza wurde dem  Kreis Gönc zugeordnet.
Ende 2012 zählte das Kleingebiet auf 299,95 km² Fläche 18.335 Einwohner. Der Verwaltungssitz befand sich in der einzigen Stadt Szikszó (5.5892 Ew.).

## Ortschaften
| Abaújlak    | Abaújszolnok     | Alsóvadász | Aszaló      | Felsődobsza      |
| Felsővadász | Gadna            | Gagybátor  | Gagyvendégi | Halmaj           |
| Hernádkércs | Homrogd          | Kázsmárk   | Kiskinizs   | Kupa             |
| Léh         | Monaj            | Nagykinizs | Nyésta      | Rásonysápberencs |
| Selyeb      | Szentistvánbaksa | Szikszó    |             |                  |